# ان‌جی‌سی ۴۱۷۸
ان‌جی‌سی ۴۱۷۸ (انگلیسی: NGC 4178) نام یک کهکشان در صورت فلکی دوشیزه است.